# Лейбцоль
Лейбцоль (нем. Leibzoll или Judengeleit) — пропускная пошлина; налоговый сбор, взимавшийся с евреев в большинстве европейских государств, начиная со Средних веков до XIX века.

## Предыстория
Евреи в Германии считались собственностью императора и поэтому находились под его покровительством. Немецкий король в качестве римского императора претендовал на исключительное право юрисдикции над евреями и на право налагать на них подати; взамен этого он защищал их жизнь и имущество.
Защита предоставлялась евреям в виде стражи или охранного листа; последнее было предопчтительным ввиду неудобства давать евреям стражу для далёких торговых путешествий. Первый случай пожалования охранного листа встречается в царствование франкского короля Людовика Благочестивого (814—840); образец сохранился в «Liber formularum» того времени. Согласно этому документу, король даровал трём лионским евреям право свободного передвижения с товарами без обязательства уплачивать пошлины, взамен чего евреи внесли определённую сумму денег.
Согласно правилам Раффельштеттенского таможенного тарифа (902—906) евреи, как привилегированные купцы, не должны были платить больше обычную пошлину («justum theloneum»). To же указано в привилегии вормсским евреям 1090 года. Когда евреи переходили под власть территориальных владельцев (князей, герцогов…), этот принцип сохранялся. Так, например, австрийский герцог Фридрих II постановил в привилегии 1244 года, что евреи его области не должны были платить более высокую пошлину, чем прочие подданные. Таким образом, в то время специальный с евреев сбор не существовал.

## Возникновение
По мере того, как евреи всё чаще стали переходить под власть территориальных князей, они лишились пропускного равноправия. Каждый территориальный князь считал себя вправе взимать подати со всех чужих евреев, проезжавших через его страну. Эти сборы продолжали взиматься в виде пошлин с товаров до тех пор, пока с усилением вражды со стороны вольных городов и с участившимися изгнаниями евреев из обширных территорий — что стало правилом в XV веке — владетели, изгнавшие евреев, решили не пропускать их в пределы своих стран. Международные сношения не допускали, однако, того, чтобы паспорт, выданный каким-либо владетелем одному из его подданных, не считался действительным владетелем другой страны, так что, когда евреи посещали территорию, где им нельзя было постоянно жить, они, на деле, не изгонялись, а получали право временного пребывания при уплате известного сбора.
Благодаря политической раздробленности Германии евреи, изгнанные из одной местности, могли легко селиться в соседних городах и, имея паспорт, приезжать для торговли в местности, откуда их прежде изгнали. Так, евреи, изгнанные в 1499 году из Нюрнберга, поселились в Фюрте, а изгнанные из Нердлингена (1507) упрочились в соседнем Клейнердлингене; не имея возможности селиться в Любеке, евреи жили в соседней деревне Мойслинг. Пребывание для торговых целей ограничивалось обыкновенно лишь одним днём.
Скоро ощутив выгоду от сбора «лейбцоль», территориальные князья и городские правления начали взимать его со всех проезжавших их владения евреев, чужих и своих. В Нюрнберге ежегодный доход от лейбцоля в последние десять лет его существования (1797—1806) достиг 2448 гульденов (около 2500 рублей царских рублей).

## Унизительная практика
Иногда правители, кроме денежной выгоды, при взимании лейбцоля унижали евреев, что обнаруживалось в формулировке закона. Например Филипп V приказал взимать 4 су с головы скота и с еврея у моста в Люксембурге. Само взимание лейбцоля могло дополняться унизительной формой платы; в других местах, как во Фрейберге (Саксония), евреи должны были платить известную сумму городским служащим, сопровождавшим их во время их пребывания в городе.
Даже после официального упразднения лейбцоля в Австрии (1782) императором Иосифом II евреи, проезжавшие через Вену или останавливавшиеся там на время, уплачивали особый сбор, который, в сущности, отличался от лейбцоля только по названию. То же относится к Нюрнбергу, где лейбцоль был упразднён в 1800 году, но фактически взимался до 1806 году под наименованием «Passier- und Eintrittsgeld».

## Освобождение от уплаты
При перевозке покойников лейбцоль не взимался; известны и другие случаи, когда евреи освобождались от уплаты лейбцоля. Так, евреи, жившие на территории майнцского архиепископа, не должны были уплачивать лейбцоль, когда они отправлялись на периодические съезды еврейских общин. Придворные евреи и откупщики монетных дворов также освобождались от уплаты лейбцоля. Когда композитор Мейербер прибыл в Вену, «Judenamt» (особое полицейское ведомство для евреев) получило приказание «относиться к нему не как к еврею, а как к кавалеру».
Туземные евреи часто за определённую сумму освобождались от отдельных случаев уплаты лейбцоля. Так, евреи Саксонии были освобождены от лейбцоля постановлением 1773 г. Берлинские евреи условились с курфюрстом (1700) вносить ежегодно тысячу дукатов, взамен чего все евреи, обладавшие «Schutzbrief’oм» (охранная грамота; покровительственный лист), заменившим прежний «Judengeleit», были свободны от лейбцоля. Они и назывались «vergleitete Juden» в противоположность евреям, уплачивавшим лейбцоль — «unvergleitete Juden».

## Упразднение
Благодаря хлопотам Давида Фридлендера лейбцоль был упразднён в 1787 году в Берлине, а год спустя в остальных прусских городах. В 1791 году епископ Зальцбурга упразднил лейбцоль на своей территории. Но большинство немецких государств не желало отказаться от лейбцоля. Только с нашествием французов часть из них была вынуждена упразднить эту подать. При заключении Люневильского мира (июль 1801) подать была опять восстановлена.
В начале XIX века в пользу упразднения лейбцоля энергично хлопотал Вольф Брейденбах. В 1803 году он обратился с воззванием к немецким и иностранным евреям пожертвовать в пользу фонда, основанного им для уничтожения лейбцоля. Благодаря его хлопотам подать была отменена в нескольких немецких местностях (Кургессен, Гогенлоэ, Нассау и др.). В городах — Гамбурге, Бремене и Любеке — лейбцоль был упразднён благодаря начальникам расположенных в них французских войск, а в Брауншвейг-Люнебурге лейбцоль был уничтожен в 1823 году усилиями придворного еврея Израиля Якобсона. В Австрии лейбцоль взимался ещё в царствование Франца II (1792—1835), а из германских государств последним отменившим этот сбор была Саксония.